# John Scholte
John AW Scholte is de oprichter van het Golf Centrum Rotterdam. Hij was in 1985 amateurgolfkampioen van Nederland. Golf Centrum Rotterdam heet sinds 2013 Golfcenter Seve.

## Golf Centrum Rotterdam
Om de golfsport voor een breed publiek toegankelijk te maken, besloot John Scholte in het begin van de jaren 80 in Rotterdam een driving range op te zetten. Het Golf Centrum Rotterdam werd in 1987 door prins Johan Friso geopend. Op het golfcentrum bevindt zich een klein arboretum. In november 2007 verkocht Scholte zijn aandelen aan de Golf Management Group GMG. 
Na een faillissement is het GCR in 2013 overgenomen. Het heet nu Golfcenter Seve.

## Golfpark Rotterdam
Vanaf 2005 zijn er plannen tot realisatie van een grote golfbaan in de Oost Abtspolder bij Overschie.